# Уильям Кассингемский
Уи́льям Кассинге́мский (англ. William of Cassingham; ум. 1257) — английский придворный, участник Первой баронской войны.

## Биография
Уильям Кассингемский во время Первой баронской войны собрал отряд лучников, которые успешно воевали с французскими солдатами под командованием принца Людовика во время военного похода французов в Англию.
В апреле 1217 года вместе с войсками Оливера Фицроя (внебрачным сыном Иоанна Безземельного) его лучники разгромили французский отряд и вынудили его отступить.
После окончания войны получал пенсию из королевской казны, до самой смерти являлся членом королевского двора при короле Генрихе III.